# Golfo della Spezia
Il golfo della Spezia (detto anche golfo dei Poeti) è un'ampia e profonda insenatura della costa del mar Ligure, situata all'estremità orientale della regione Liguria. Il golfo deriva il suo nome dal comune della Spezia, che sorge in fondo al golfo stesso.
Il golfo ospita uno dei principali arsenali della Marina Militare italiana e un importante porto mercantile specializzato nella movimentazione di container oltre che all'approdo di navi da crociera. Alle due estremità, occidentale ed orientale, del golfo sono rispettivamente i borghi di Portovenere e di Lerici, località di grande interesse turistico.
Il golfo rappresenta una delle quattro partizioni in cui è suddivisa la provincia della Spezia, insieme alla Riviera spezzina con le Cinque Terre, alla Val di Vara e alla Val di Magra.

## Geografia
Il golfo della Spezia è orientato lungo un asse nord-ovest/sud-est, è protetto da una catena di monti tutt'intorno ed è delimitato dal promontorio di Portovenere (e le isole Palmaria, Tino e Tinetto) ad ovest e dalla costa lericina ad est. Per questo motivo le acque del golfo rimangono esposte solo ai venti di scirocco e parzialmente a quelli di tramontana mentre invece sono al riparo dai venti di libeccio.
All'imboccatura del golfo si trova una diga foranea, lunga 2 210 metri, che taglia il golfo da punta S.Maria a ponente, a punta S. Teresa a levante, lasciando aperti alle estremità due passaggi (di 400 e 200 metri rispettivamente).
Il golfo misura circa 4,5 km in lunghezza e mediamente 3-3,5 km in larghezza.

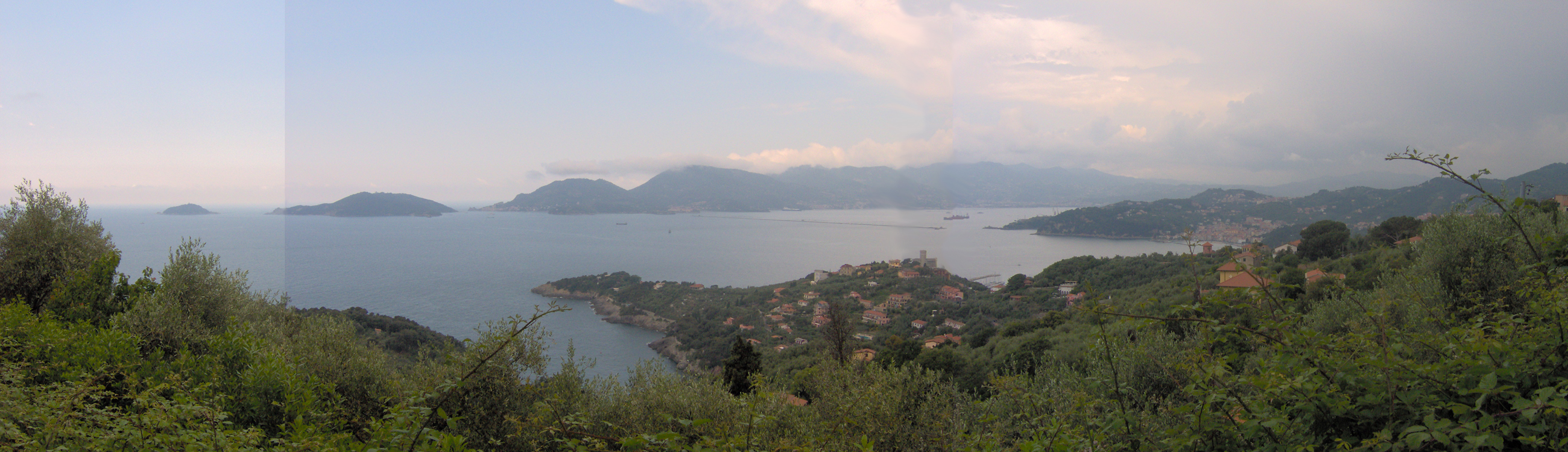
Il golfo della Spezia visto da Serra di Lerici
In primo piano il rilievo di Lerici, sullo sfondo Portovenere e le isole Palmaria, Tino e Tinetto

## Il patrono
San Venerio è il patrono del golfo della Spezia. La sua festa è celebrata il 13 settembre di ogni anno; in questa occasione un suggestivo pellegrinaggio si svolge via mare fino al suo santuario sull'isola del Tino.

## Golfo dei Poeti

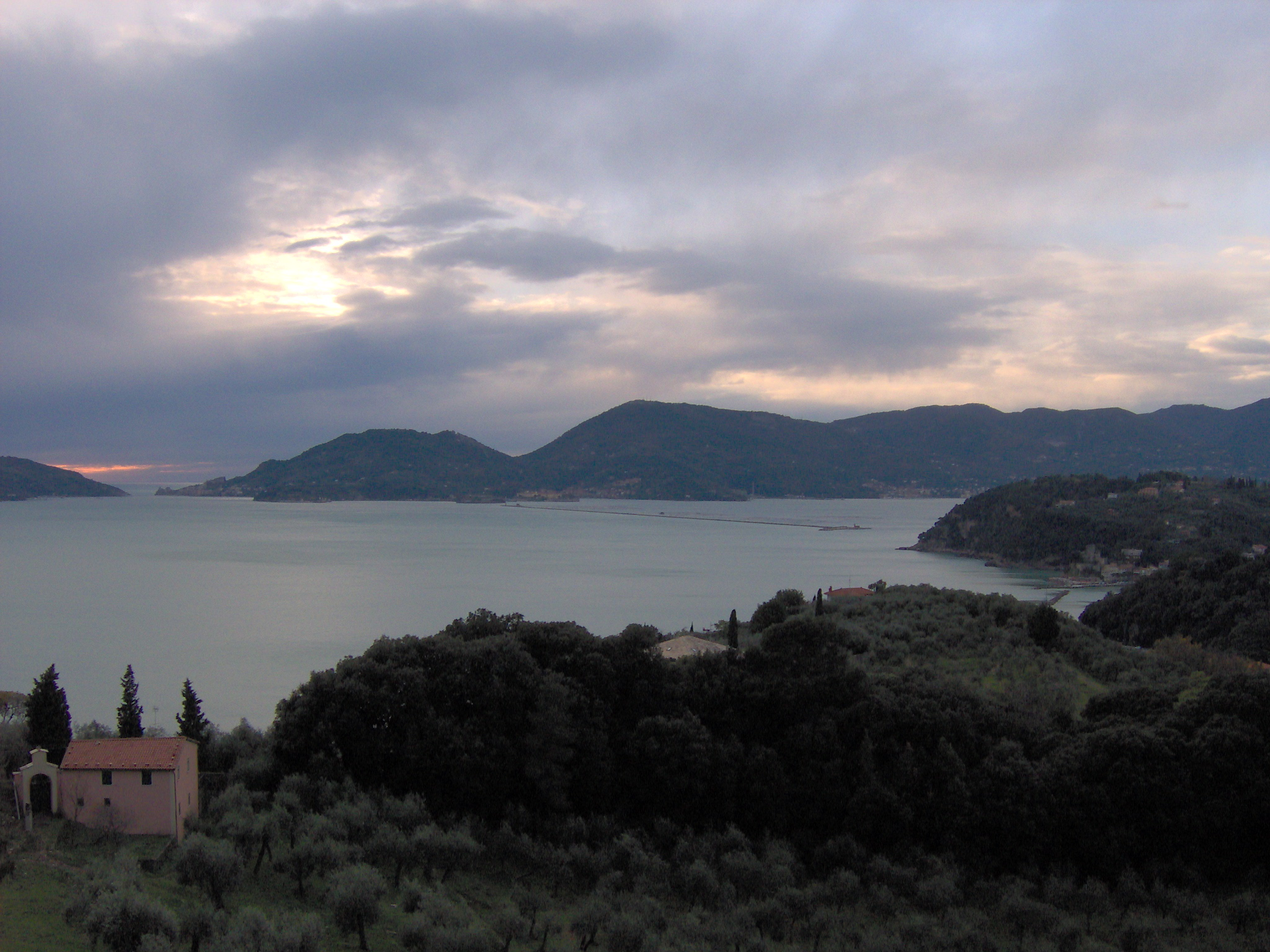
Il golfo dei Poeti
veduta dalle colline di Pugliola

Il golfo della Spezia è noto anche come il golfo dei Poeti. A definirlo così, il 30 agosto del 1910, fu il commediografo Sem Benelli che in una villa sul mare di San Terenzo lavorava alla sua  Cena delle beffe e che, in occasione dell'orazione funebre per lo scienziato e scrittore Paolo Mantegazza, si espresse con queste parole: "Beato te, o Poeta della scienza, che riposi in pace nel Golfo dei Poeti. Beati voi, abitatori di questo Golfo, che avete trovato un uomo che accoglierà degnamente le ombre dei grandi visitatori."
E in effetti, nel corso dei secoli, furono tanti i poeti, scrittori ed artisti hanno trascorso periodi di residenza nei borghi del golfo, attratti dalla bellezza di questo "anfiteatro d'acque".
Nove anni più tardi Benelli scrisse “Notte nel golfo dei poeti”, una lirica che Ettore Cozzani gli pubblicò nella collana “I gioielli" de «L’Eroica»”.
Primi fra tutti Dante con la sua celebre similitudine della costa delle Cinque Terre, tra Lerici e Turbìa, e Francesco Petrarca che descrive l'approdo di Portovenere e la dolce natura che lo circonda.
Fra i tanti intellettuali che amarono questi luoghi furono gli scrittori George Sand, i poeti Lord Byron, Percy Bysshe Shelley e sua moglie la romanziera Mary Shelley. Essi avevano la loro residenza nel borgo di San Terenzo, borgata marinara nel comune di Lerici.
L'8 luglio 1822, Shelley annegò in una tempesta improvvisa mentre a bordo della sua nuova goletta, l'"Ariel", navigava proprio verso San Terenzo, il suo corpo fu ritrovato a Viareggio.
Tra gli altri scrittori e letterati che soggiornarono nel golfo spezzino si ricordano Charles Dickens, Henry James,Virginia Woolf e David Herbert Lawrence.

Anche Giacomo Casanova, provenendo via mare da Genova e diretto a Roma, volle sostare a Lerici nel 1762.
La poetessa Annie Vivanti visse e lavorò in città mentre la scrittrice Emma Orczy, autrice de "La primula rossa", si costruì una villa a Lerici, dove soggiornò dal 1927 al 1933. Ernest Hemingway ricorda il suo viaggio in uno dei suoi Quarantanove racconti.
Tra gli artisti e gli intellettuali italiani ricordiamo anche lo scrittore e scienziato Paolo Mantegazza, i poeti Giosuè Carducci, Gabriele D'Annunzio e Filippo Tommaso Marinetti (che lo definì Golfo delle meraviglie), lo scrittore e regista Mario Soldati che abitava stabilmente in una villa presso Tellaro e dove morì il 19 giugno 1999, lo scrittore Pier Paolo Pasolini, il giornalista Indro Montanelli che era solito soggiornare a Montemarcello, il pittore Oreste Carpi e il poeta e giornalista Giovanni Giudici nato alle Grazie di Portovenere.

Sempre a Tellaro acquista la casa da lui ribattezzata "il battistero", Attilio Bertolucci, poeta tra i più grandi del '900 e padre dei due registi Bernardo e Giuseppe. 

Anche il poeta Premio Nobel Eugenio Montale amava di questi luoghi che si possono ritrovare in numerose sue poesie, la sua famiglia possedeva infatti una villa a Monterosso.
Nella frazione della Serra di Lerici è nato il poeta Paolo Bertolani.
Felix Mendelssohn rimase incantato dalla città e dal suo golfo. Anche Richard Wagner soggiornò a La Spezia nel 1853, e proprio qui dal golfo trovò ispirazione per il preludio de L'Oro del Reno.
Noto divulgatore delle immagini del Golfo è stato J.M. William Turner, paesaggista inglese che utilizzò incisioni ispirate alla Spezia per illustrare il Pictoresque Tour of Italy di James Hakewill.
Dopo di lui molti altri artisti in vari momenti sono arrivati sul Golfo per coglierne tutti gli aspetti: i tedeschi Hohe, Rottmann e Thoma, il francese Corot, l'inglese Lear, l'americano Newman.

In particolare si ricordano lo svizzero Arnold Böcklin che amava soggiornare in varie località del Golfo ed il tedesco Carl Blechen che nel 1829 a La Spezia lascia due disegni intitolati La baia della Spezia e i Monti sul golfo della Spezia, ed anche un olio su tela Tramonto sulla baia della Spezia.

Importante è stata la presenza nel golfo, nel 1856 di Antonio Fontanesi, Il pittore emiliano, in evidente crisi creativa, rimase deluso del suo soggiorno nel Golfo tanto da dire trenta studi sono il povero bagaglio di questa escursione, anche se comunque definì il golfo bellissimo per luce e colore. 
Nella seconda metà del XX secolo è il romano Antonio Donghi a dedicarsi al delicato paesaggio delle Grazie.
Nel 1963 la pittrice francese Hélène de Beauvoir si stablisce a Trebiano.
Merita anche un breve cenno la presenza nel golfo, più precisamente a Fezzano di Sandro Botticelli. Il golfo dei Poeti un tempo chiamato golfo di Venere vede i ripetuti soggiorni a Fezzano di Simonetta Vespucci (1453-1476), aristocratica genovese, molto bella, la cui villa viene identificata in alcuni ruderi appunto a Fezzano dove lei muore di tisi in giovanissima età. Suo vicino di casa è appunto Sandro Botticelli che si innamora della bella Simonetta e la sceglie per rappresentare la celebre Venere nella Nascita di Venere. Secondo alcuni studiosi, esaminando attentamente il celebre dipinto, nel mare dietro l'immagine di Venere, sulla destra, si può riconoscere il golfo della Spezia, e in successione il promontorio di Fezzano, quello del Pezzino, quello del Varignano con sullo sfondo l'Isola Palmaria.

## Le aree militari
Il golfo della Spezia è storicamente un'insenatura con un'elevata presenza di aree militari, sia sulla costa, sia nello specchio acqueo, sia nel territorio interno:
- Arsenale militare marittimo della Spezia
- Centro Logistico di supporto areale dell’Aeronautica Militare
- Fortezza del Varignano
- Balipedio Cottrau
- Centro di supporto e sperimentazione navale
- Approdo Oleodotto NATO Petroleum, Oil and Lubricant
- Maralunga
- Palmaria
- Tino

## Manifestazioni sportive
Il golfo della Spezia è luogo di svolgimento di alcune competizioni sportive come il Palio del Golfo, disputa remiera tra le tredici borgate marinare che si affacciano sul litorale, e la Coppa Byron, gara di nuoto che copre il percorso marino tra i borghi di Portovenere e Lerici. 

Da qualche anno, inoltre, si svolgono gare di Triathlon a Portovenere in maggio e a Lerici in ottobre.

## Amministrazioni
Amministrativamente il golfo è interamente compreso nella provincia della Spezia. I comuni che ne fanno parte sono:
| Stemma | Città       | Popolazione (ab.) | Superficie (km²) |
| ------ | ----------- | ----------------- | ---------------- |
|        | La Spezia   | 95 378            | 51,39            |
|        | Lerici      | 10 284            | 10,86            |
|        | Portovenere | 3 906             | 7,68             |

## Galleria d'immagini

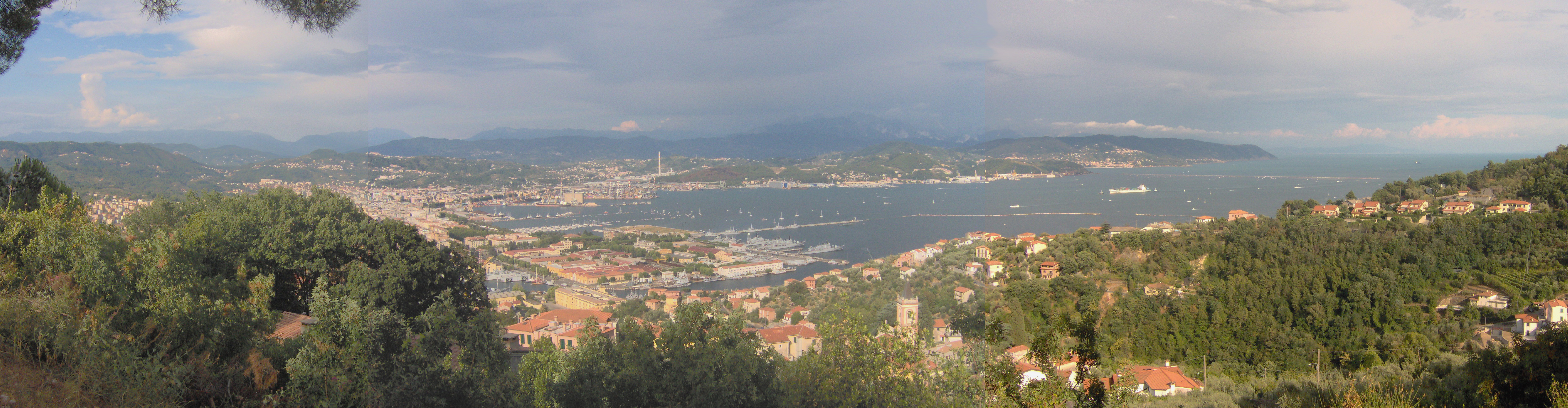
Veduta del golfo dei Poeti da Fabiano
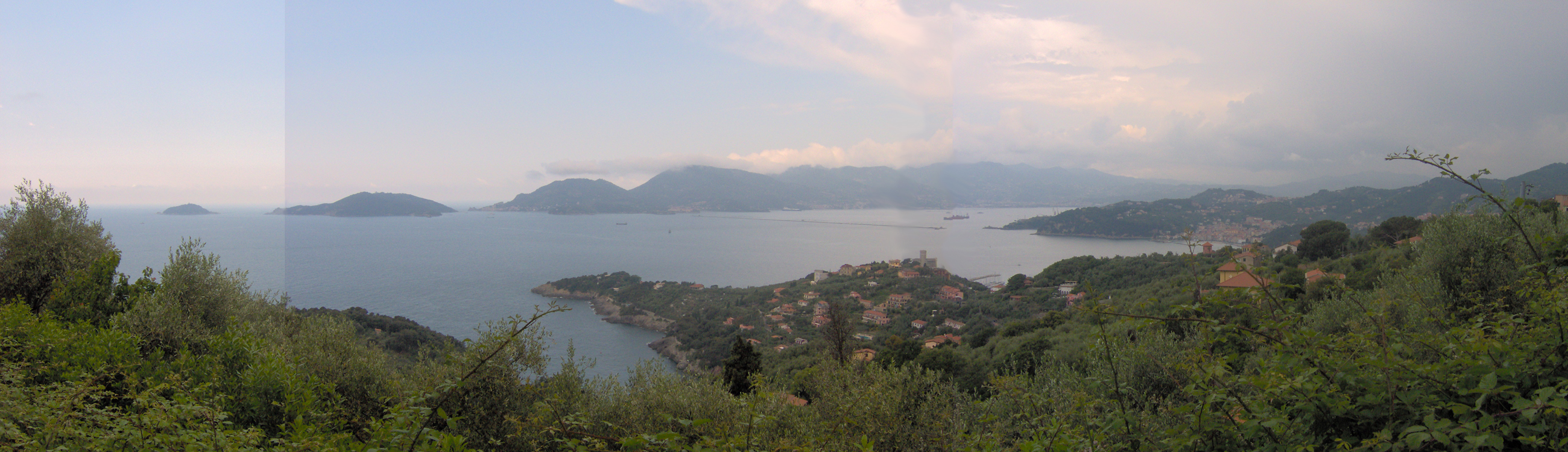
Veduta del golfo dei Poeti dalla Serra di Lerici
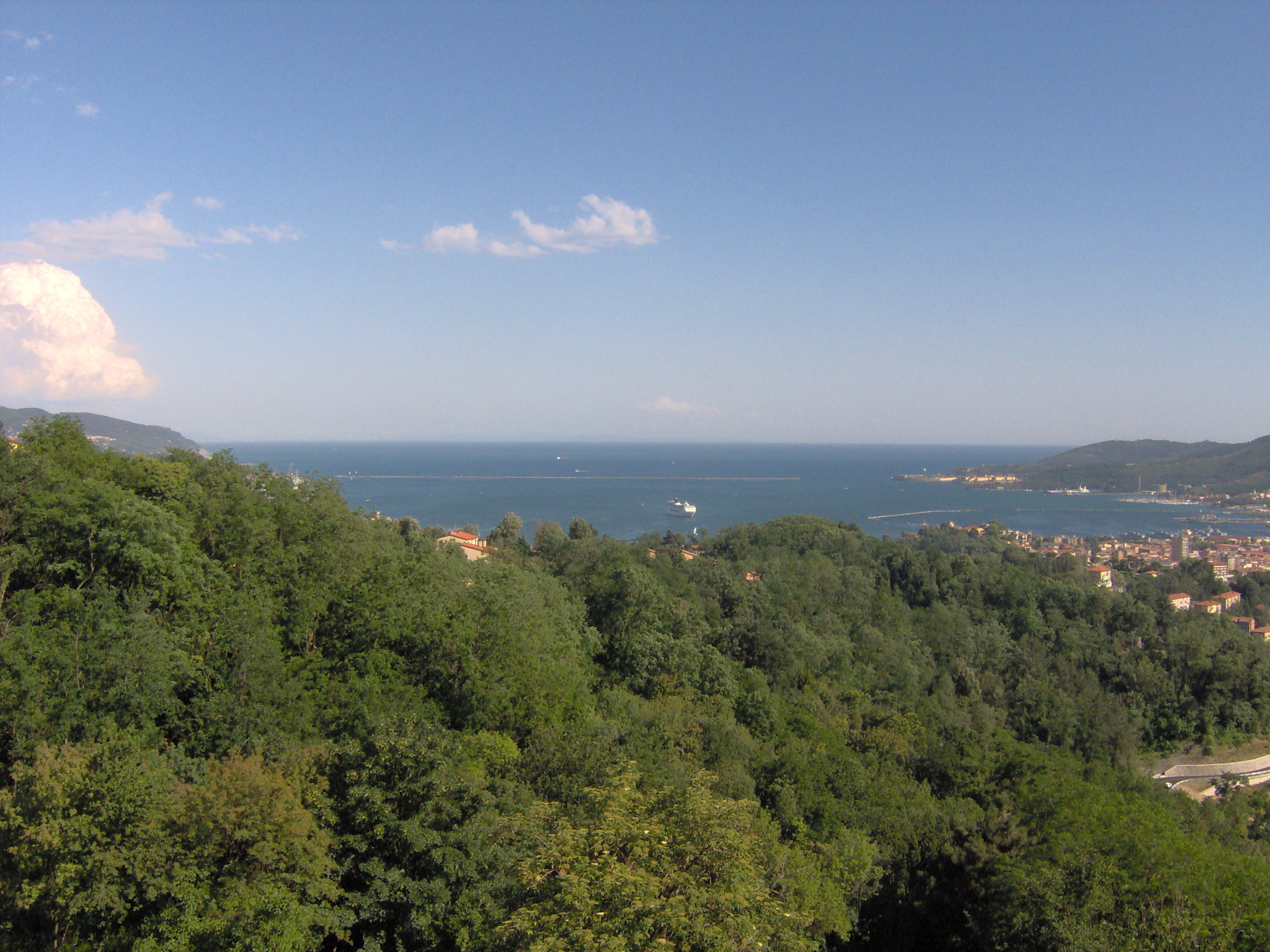
Veduta del golfo dei Poeti dalle colline sopra La Spezia
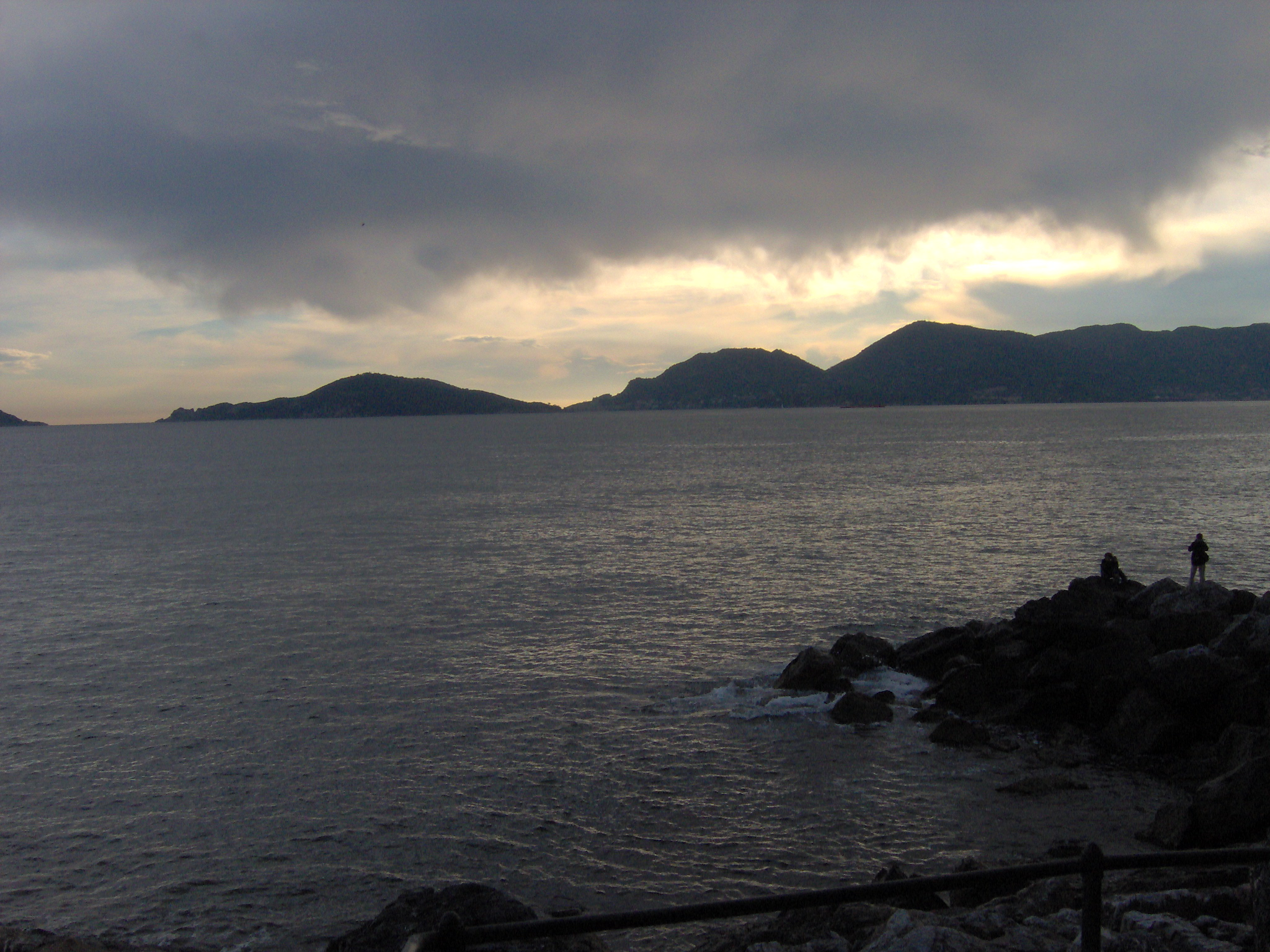
Veduta del golfo dei Poeti da Tellaro
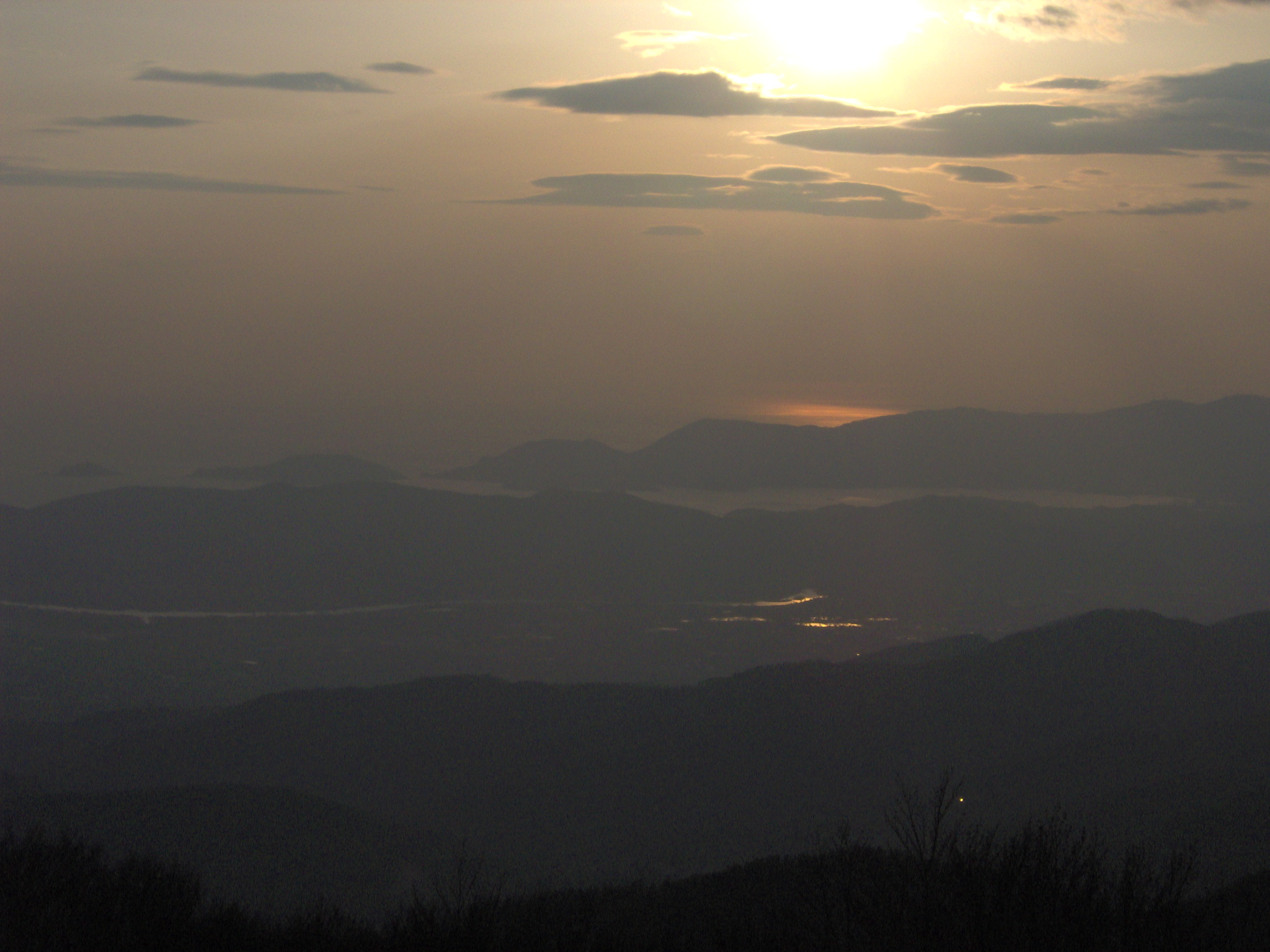
Il golfo dei Poeti visto da Campo Cecina
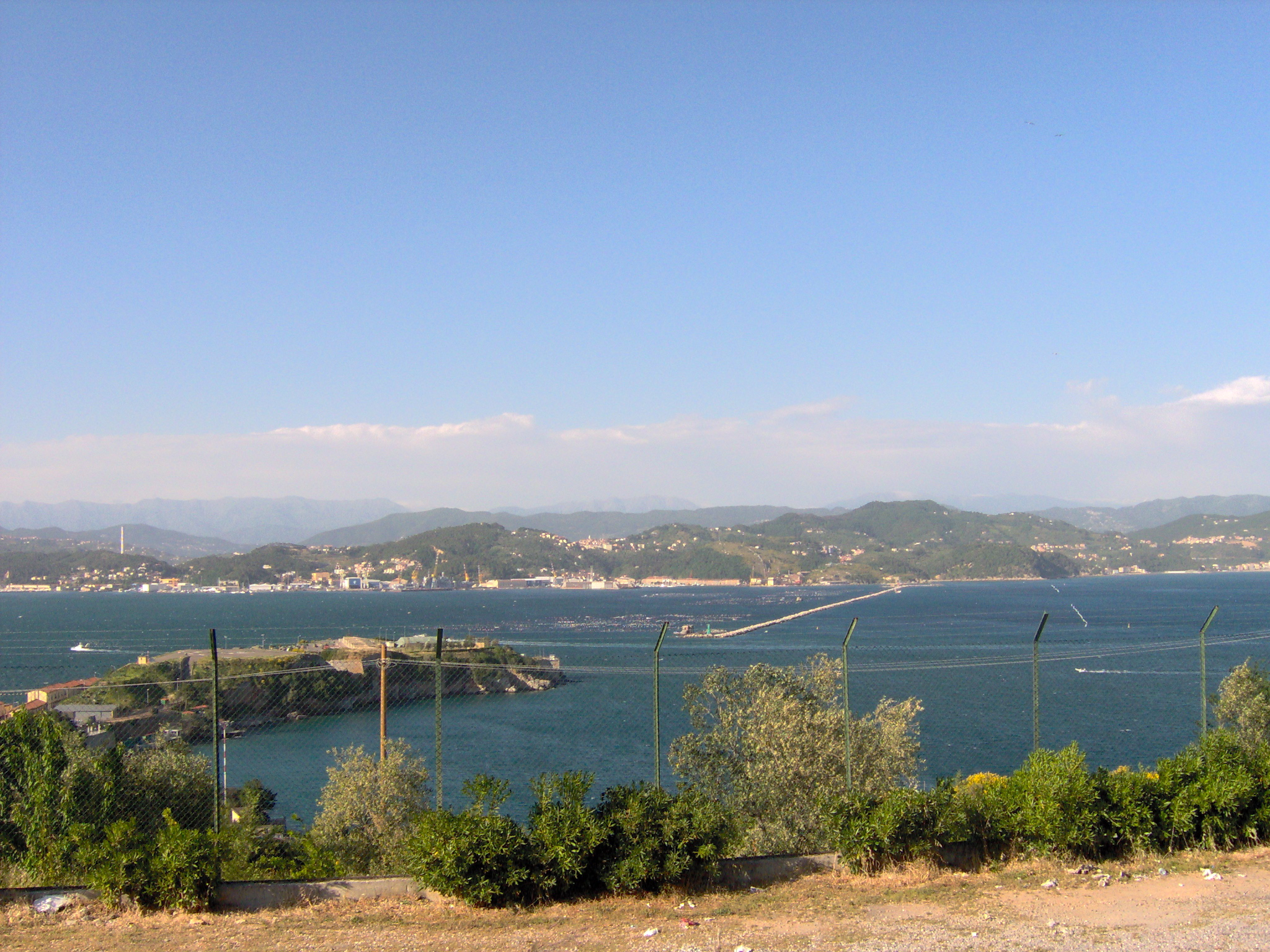
La diga foranea